# Leptotes pirithous
Leptotes pirithous là một loài bướm ngày thuộc họ họ Lycaenidae. Nó được tìm thấy ở miền nam châu Âu tới Himalayas và in hầu hết châu Phi. Trong tiếng Anh nó thường được gọi là Lang's Short-tailed Blue và Common Zebra Blue
Sải cánh dài 21–29 mm đối với con đực và 24–30 mm đối với con cái. Chúng bay từ tháng 2 đến tháng 10 tùy theo địa điểm.
Ấu trùng ăn Fabaceae, Rosaceae và Plumbaginaceae species, bao gồm Plumbago capensis, Indigofera, Rynchosia, Vigna, Burkea, Mundulea, Melilotus, Crataegus, Quercus suber, Medicago sativa, Trifolium alexandrium, Arachis hypogaea, Lythrum, Calluna, Genista, Dorycnium, Lythrum salicaria, Calluna vulgaris, Onobrychis viciifolia, Ulex và Melilotus alba.

## Phụ loài
- Leptotes pirithous pirithous (phía nam Europe, Caucasus, Transcaucasia, North Africa)
- Leptotes pirithous insulanus (Aurivillius, 1924) (Mozambique)

## Hình ảnh

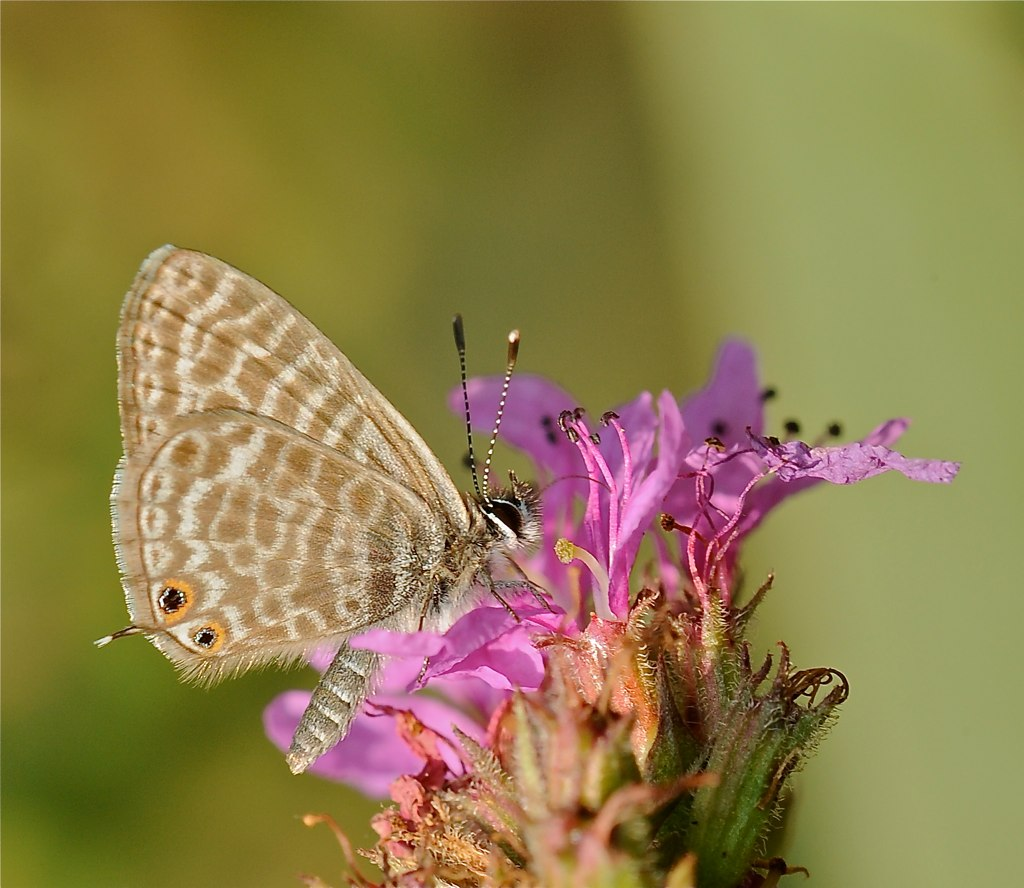
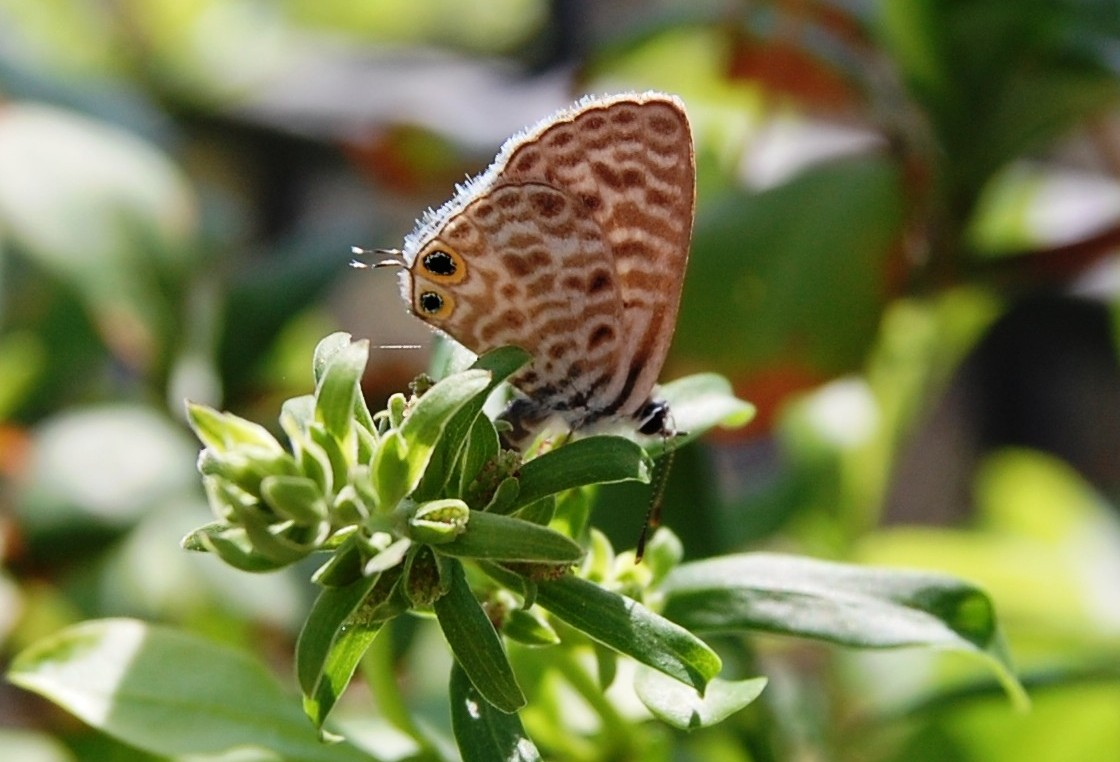
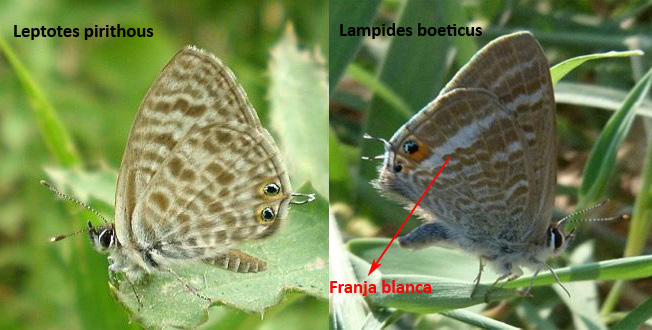